# Gouesnac'h
Gouesnac'h (tiếng Breton: Gouenac'h) là một xã của tỉnh Finistère, thuộc vùng Bretagne, miền tây bắc Pháp.

## Dân số
Người dân ở Gouesnac'h được gọi là Gouesnachais.